# Premi James Dyson
El Premi James Dyson és un premi de disseny a estudiants internacionals que anima els joves a, "dissenyar alguna cosa que solucioni algun problema". La competició és oberta a estudiants de nivell universitari (o recentment llicenciats) en els camps del disseny del producte, l'enginyeria i el disseny industrial. El premi és atorgat per la Fundació James Dyson, una entitat benèfica de James Dyson, com a part de la seva missió d¡aconseguir que els joves s'entusiasmin en l'enginyeria del disseny.
Els estudiants premiats han d'haver estudiat a: Austràlia, Àustria, Bèlgica, Canadà, Xina, França, Alemanya, Irlanda,
India, Itàlia, Japó, Corea, Malàisia, Netherlands, Nova Zelanda, Rússia, Singapur, Espanya, Suècia, Suïssa, Taiwan, Regne Unit o els Estats Units.
S'escolleixen un guanyador nacional i quatre finalistes de cada país. James Dyson selecciona el guanyador internacional del premi global.

## Guanyadors
Guanyadors internacionals
- 2007 Maxi Pantel (Alemanya) per Senjo, un dispositiu electrònic perquè els sords es comuniquin amb l'oïda.[2][3]
- 2008 Michael Chen (Anglaterra) per Reactiv, una jaqueta de seguretat feta amb LEDs activada pel moviment pels ciclistes.[4]
- 2009 Yusuf Muhammad i Paul Thomas (Anglaterra) per Automist, una sistema d'aixeta de cuina aspersora que controla els incendis domèstics.[5][6][7]
- 2010 Samuel Adeloju (Austràlia) per Longreach, un dispositiu que sura que serveix per salvar víctimes a l'aigua.[8][9][10]
- 2011 Edward Linacre (Austràlia) per Airdrop, un dispositiu que extreu aigua de l'aire i l'entrega directament a les arrels d eles plantes a través de xarxes de canonades subterrànies.[11][12][13][14][15]
- 2012 Dan Watson (Anglaterra) per SafetyNet, una nova xarxa de pesca que permet fugir als peixos més petits, no deitjats.[16][17][18]
- 2013 Equip de la Universitat de Pennsilvània (Estats Units) per Titan Arm, un braç biònic. El braç va ser desenvolupat per a la competició Cornell Cup USA 2013, en què van guanyar el primer lloc. Premi: 45,000$ + 16,000$ a la Universitat.[19][20][21]
- 2014 James Roberts (Universitat de Loughborough, Anglaterra) per MAMA, una incubadora inflable portàtil. Premi: 45,000$ + 5,000$ a la Universitat.[22][23]
- 2015 Equip de la Universitat de Waterloo (Canadà) pel Voltera V-One, una impressora de circuits impresos de la mida d'un ordinador portàtil. Premi: 45,000$ + 7,500$ a la Universitat.[24]
- 2016 Isis Shiffer (Institut Pratt, Estats Units) per l'EcoHelmet, un casc de bicicleta fet de paper.[25] Premi: 45,000$.[26]
- 2017 Michael Takla, Rotimi Bhavsar, Prateek Mathur (McMaster Universitat) per The sKan, un dispositiu que detecta melanomes utilitzant mapes tèrmics de la pell.[27][28]
- 2018 Nicolas Orellana, Yaseen Noorani (Universitat de Lancaster) per l'O-Wind Turbine.[29][30]
- 2019 Lucy Hughes (Regne Unit) per MarinaTex, un plàstic biodegradable fet amb trossos de peix.[31][32]
- 2020 Judit Giró (Universitat de Barcelona i Universitat de Califòrnia, Irvine) per la Blue Box, un dispositiu biomèdic per a la detecció del càncer de mama indolora, sense radiació, de baix cost i des de casa.[33][34]